# Cezar i Kleopatra (film 1945)
Cezar i Kleopatra (ang. Caesar and Cleopatra) – brytyjski barwny film kostiumowy z 1945 roku, będący adaptacją sztuki George’a Bernarda Shawa o tym samym tytule.
Treścią filmu są dzieje romansu Juliusza Cezara z królową Egiptu Kleopatrą.

## Obsada
- Claude Rains – Juliusz Cezar
- Vivien Leigh – Kleopatra
- Stewart Granger – Apollodorus
- Flora Robson – Ftatateeta
- Francis L. Sullivan – Pothinus
- Basil Sydney – Rufio
- Cecil Parker – Britannus
- Stanley Holloway – Belzanor.
- Raymond Lovell – Lucius Septimus
- Ernest Thesiger – Theodotus
- Anthony Harvey – Ptolemeusz
- Leo Genn
- Jean Simmons
- Michael Rennie
- Ronald Shiner
- Roger Moore